# Apel·lació a la tradició
L'apel·lació a la tradició (també anomenada argumentum ad antiquitatem o apel·lació a la pràctica comuna) és una fal·làcia lògica consistent en considerar que el que s'ha vingut fent des d'antic està bé.
Aquesta fal·làcia assumeix que les raons que van motivar un determinat comportament o raonament en l'antiguitat continuen sent vàlides. Si les circumstàncies han canviat és quan el raonament no és cert.
Alguns exemples són:
- "A casa sempre s'ha cuinat amb molt de greix, per tant cuinar així és bo."
- "L'home sempre s'ha mogut en cavall. No té sentit començar a utilitzar cotxes."
- "La teva idea no pot ser bona perquè ningú no ha fet mai res semblant."

El contrari a aquesta és l'apel·lació a la novetat en què es pressuposa que una cosa (o idea) és bona només perquè és nova.